# Reto Pavoni
Pour les articles homonymes, voir Pavoni.
Reto Pavoni, né le 24 janvier 1968 à Bülach en Suisse, est un gardien de but professionnel de hockey sur glace.

## Carrière
Le maçon de formation[réf. nécessaire] de 1,78 m et 77 kg commence sa carrière professionnelle au EHC Kloten (LNA), où il joue pendant 16 ans et obtient quatre fois de suite le titre national (1993 à 1996). En 2002, il cherche de nouveaux défis et rejoint le club de Genève-Servette. Finalement, il joue 900 matches en première division suisse. Lors de la saison 1997-1998 il joue deux matches en DEL pour le EV Landshut et participe trois fois à la Coupe Spengler.
Il a joué douze championnats du monde avec l'équipe suisse, ainsi qu'une qualification pour les jeux d'hiver olympiques de 1998 à Nagano et les jeux d'hiver olympiques de 1992 à Albertville. Au total, il a joué à 193 matches internationaux.
Lors de la saison 2006-2007, les Krefeld Pinguine lui proposent un contrat jusqu'à l'année suivante. En février 2007, ce contrat est prolongé d'un an pour la saison 2007-2008. Le 31 janvier 2008, son contrat avec les Krefeld Pinguine étant terminé, il rejoint le club de Fribourg-Gottéron. Le 8 avril 2008, il termine sa carrière en tant que gardien.  
Entre 2009 et 2012, il est entraîneur des gardiens pour le EHC Bülach. Après une saison sans engagement en 2012-2013, il est embauché comme entraîneur des gardiens par l'EHC Kloten, poste qu’il occupe toujours en 2020,.